# 合成抵抗
合成抵抗（ごうせいていこう）とは、電気回路において、回路上の複数の抵抗を、同等の単一の抵抗にまとめたときの電気抵抗のこと。

## 直列回路の合成抵抗
直列に接続されている抵抗は、以下の公式を用いて合成することができる。
{\displaystyle R=R_{1}+R_{2}+R_{3}+}⋯{\displaystyle +R_{n}}［Ω］
直列に並んでいる抵抗を足していき、合成する。

## 並列回路の合成抵抗
並列に接続されている抵抗は、以下の公式を用いて合成することができる。
{\displaystyle 1/R=1/R_{1}+1/R_{2}+1/R_{3}}{\displaystyle +}⋯{\displaystyle +1/R_{n}}［Ω］
並列に並んでいる抵抗の逆数を足していき、合成する。
また、並列に並んでいる抵抗の個数が2つの場合は、和分の積を用いることで、上記の公式より単純に計算することができる。